# The Slow Show
The Slow Show est un groupe de rock indépendant anglais fondé en 2010 à Manchester.

## Biographie
Le quatuor tire son nom de la chanson éponyme du groupe de rock indépendant The National.
Il voit le jour à la suite de la rencontre entre Frederik't Kindt (clavier) et Rob Goodwin (chant, guitare). Pour ses débuts, il fait la première partie des concerts du groupe anglais Elbow.
Ils sortent leur premier album en 2015 et le deuxième en 2016. Depuis cette dernière année, Rob Goodwin réside à Düsseldorf, en Allemagne.
Leur musique, qualifiée tour à tour de minimaliste, sombre, lente, poétique et magistrale, se distingue par la voix de « crooner baryton» du chanteur,,,, et évoque Tindersticks et Leonard Cohen.

## Membres

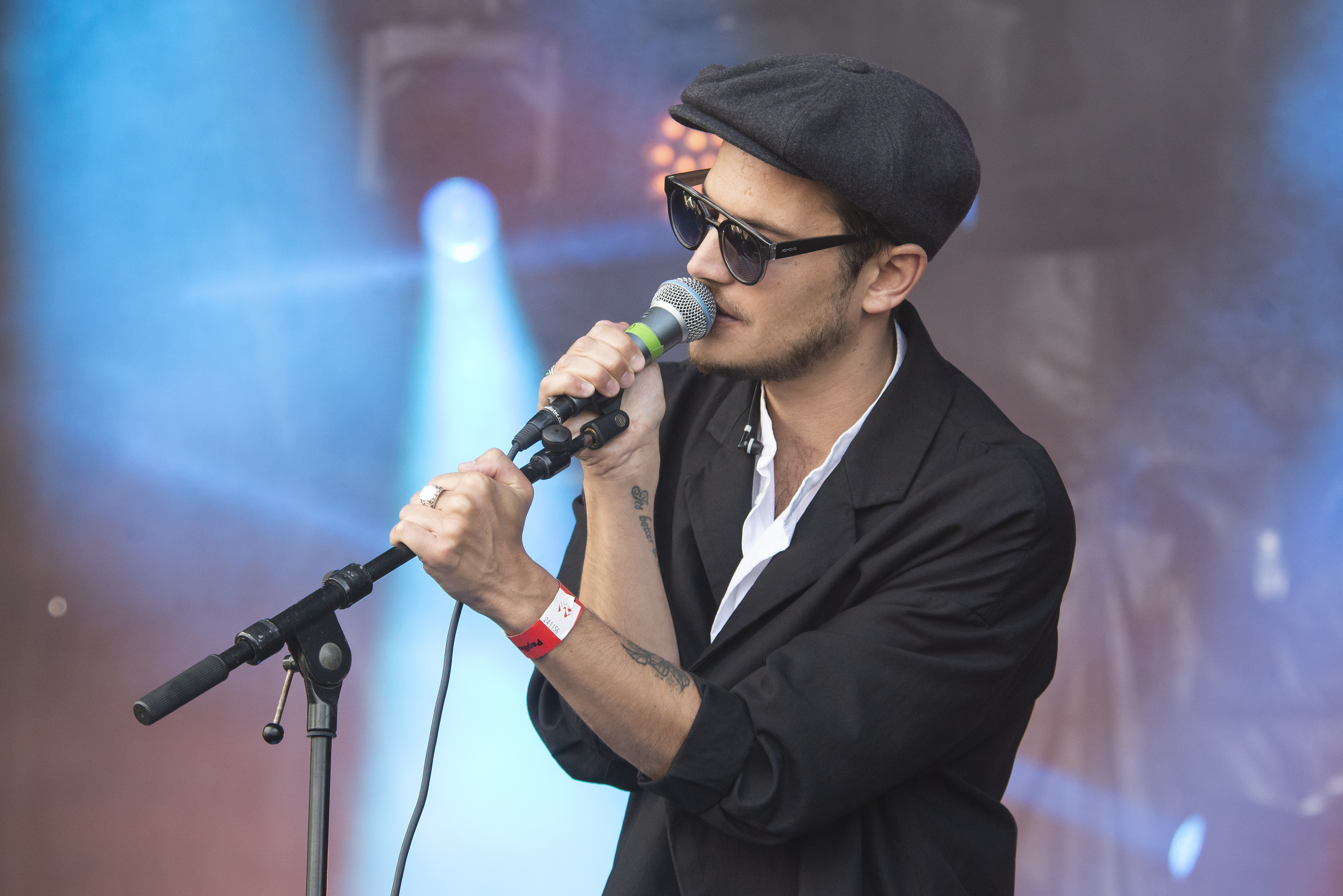
Rob Goodwin au Festival Papillons de nuit, 2019.

- Rob Goodwin - chant, guitare
- Frederik't Kindt - clavier
- Joel Byrne-McCullough - guitare
- Christopher Hough - batterie

## Discographie

### Albums studio
- White Water (2015, Haldern Pop Recordings)[9],[10]
- Dream Darling (2016, Haldern Pop Recordings)[11]
- Lust and Learn (2019, PIAS)[12],[13]
- Still Life (2022, PIAS)
- Subtle Love (2023, PIAS)

### Singles
- Midnight Waltz (2011)
- Brother (2012)
- Dresden (2014, Haldern Pop Recordings)
- Bloodline (2014, Haldern Pop Recordings)
- Augustine (2015, Haldern Pop Recordings)
- Hopeless Town / Breaks Today (2015, Haldern Pop Recordings)
- Ordinary Lives (2016, Haldern Pop Recordings)
- Strangers Now (2017, Haldern Pop Recordings)
- Sharp Scratchs (2019, PIAS Group)
- Live With Halle Youth Choir (2019)